# Moreton Bay (canción)
Moreton Bay es una balada folk australiana que relata el trance de un condenado a lo largo de diferentes asentamientos penales en Australia y, en particular, en la colonia penal de la bahía de Moreton, Queensland, establecida para aquellos que reincidían en Nueva Gales del Sur. La canción se centra en la famosa crueldad de la colonia bajo Patrick Logan, describiendo también el regocijo de los condenados al oír su muerte a manos de los aborígenes locales. La canción parece haber sido compuesta en la época de la muerte de Logan o poco después del 18 de octubre de 1830. Una versión titulada "la llegada del condenado" o "el lamendo del condenado en la muerte del capitán Logan" ha sido atribuida a Francis MacNamara quién fue enviado a Australia en 1832 pero nunca en la bahía de Moreton. 
Se suele cantar cantado a siguiendo la melodía de The Dark Eyed Youth (también llamada "Eochaill"), utilizada más tarde para la canción Boolavogue y escrita inicialmente en 1897 para conmemorar el centenario de la rebelión irlandesa de 1798.
Se ha convertido un tema recurrente de la cultura popular australiana, siendo múltiples veces referido en obras culturales australianas o versionado por artistas locales. Así, algunas líneas de Moreton Bay fueron usadas por el bushranger (bandido tradicional australiano) Ned Kelly en su carta de Jerilderie de 1879. Existe una versión musical del cantante folk australiano Lionel Long y otra del cantautor Bernard Fanning como parte de su álbum Ned Kelly, además de una grabación del estadounidense John Denver como parte de su gira por Australia de 1977. Los versos iniciales fueron también utilizados por la banda australiana The Drones en su canción de Sixteen Straws. La canción también se reproduce en el museo de Brisbane como parte de la exposición sobre el periodo penal de Queensland.

## Letra
(Versión publicada por Robert Hughes en 1986)
One Sunday morning as I went walking, by the Brisbane's waters I chanced to stray,
I heard a prisoner his fate bewailing, as on the sunny river bank he lay;
"I am a native of Erin's island but banished now to the fatal shore,
They tore me from my aged parents and from the maiden I do adore.
"I've been a prisoner at Port Macquarie, Norfolk Island and Emu Plains,
At Castle Hill and cursed Toongabbie, at all those settlements I've worked in chains;
But of all those places of condemnation, in each penal station of New South Wales,
To Moreton Bay I've found no equal: excessive tyranny there each day prevails.
"For three long years I was beastly treated, heavy irons on my legs I wore,
My back from flogging it was lacerated, and often painted with crimson gore,
And many a lad from downright starvation lies mouldering humbly beneath the clay,
Where Captain Logan he had us mangled on his triangles at Moreton Bay.
"Like the Egyptians and ancient Hebrews, we were oppressed under Logan's yoke,
Till a native black who lay in ambush did give our tyrant his mortal stroke.
Fellow prisoners, be exhilarated, that all such monsters such a death may find!
And when from bondage we are liberated, our former sufferings shall fade from mind."